# Manaus
Manaus è una città brasiliana, capitale dello Stato di Amazonas e principale centro urbano, finanziario e industriale della Regione Nord del Brasile. È la città più popolosa di Amazonas e di tutta l'Amazzonia con oltre 2,1 milioni di abitanti.
Ubicata nella mesoregione di Centro Amazonense e nella microregione di Manaus. Situata sulla riva del Rio Negro vicino alla confluenza con il Rio delle Amazzoni, è un porto importante e un centro di snodo per il sistema fluviale della regione. È anche un punto comune da cui i turisti partono per visitare la Foresta Amazzonica.
Manaus è un centro importante nel turismo ecologico, e una delle attrazioni più conosciute è la spiaggia di Ponta Negra, a 13 km di distanza dalla città, dove il fiume è basso e il colore scuro dell'acqua contrasta con il biancore della sabbia. L'area forestale dell'Istituto Nazionale di Ricerca in Amazônia (INPA) è un complesso composto da giardini botanici, ricchi di specie vegetali, e giardini zoologici, che contengono alcuni animali che rischiano l'estinzione.
I baroni del caucciù avevano pianificato di trasformare Manaus in una città in stile europeo, al punto che ricevette il soprannome di "Parigi dei tropici". Con la fine della popolarità della produzione di caucciù nella zona, Manaus entrò in una fase di declino prima di riprendersi economicamente negli anni cinquanta. Nel 1967 il governo brasiliano aprì nella città, una "Zona Franca" ovvero un polo industriale, per invogliare le multinazionali ad investire e creare fabbriche con tasse minime o esenti. Da allora la città è cambiata radicalmente diventando un punto importante dell'industria riguardante beni elettrotecnici, con grandi esportazioni verso tutte le altre città brasiliane e del Sud America di prodotti quali DVD e monitor per personal computer. Ulteriore sviluppo si ebbe negli anni '70/'80 con fabbriche di autoveicoli e motoveicoli.
La città è inoltre sede episcopale dell'omonima arcidiocesi e ospita la Cattedrale Metropolitana dell'Immacolata Concezione.

## Geografia fisica

### Territorio
Manaus è situata nello Stato di Amazonas, al centro dell'omonima regione dominata dal Rio delle Amazzoni, sulla riva sinistra del Rio Negro. Con una superficie di 11401,092 km² e una densità di 186,85 abitanti per km², si tratta della più grande città della regione settentrionale del Brasile. Le isole, gli arcipelaghi e le aree ecologiche si trovano in prossimità della città, tra le quali spiccano l'arcipelago Anavilhanas e l'Incontro delle acque, che è la confluenza tra le acque scure, quasi nere, del Rio Negro con il Río Solimões, come viene chiamato in Brasile quel tratto del Rio delle Amazzoni che presenta invece acque argillose dalla tonalità più chiara.
Dal punto di vista amministrativo Manaus confina con i comuni di Presidente Figueiredo, Careiro, Iranduba, Rio Preto da Eva, Itacoatiara e Novo Airão.

### Clima
Il clima presente a Manaus è di tipo tropicale monsonico (Am nella classificazione di Köppen), non presenta una stagione secca, le precipitazioni sono abbondanti in qualunque periodo dell'anno e in particolar modo nei mesi che vanno da dicembre a giugno. Le temperature medie si mantengono costantemente sui 26-27 °C, mentre le temperature minime e massime oscillano tra i 23 e i 33 gradi.
| Dati meteo                         | Mesi | Mesi | Mesi | Mesi | Mesi | Mesi | Mesi | Mesi | Mesi | Mesi | Mesi | Mesi | Anno  |
| Dati meteo                         | Gen  | Feb  | Mar  | Apr  | Mag  | Giu  | Lug  | Ago  | Set  | Ott  | Nov  | Dic  | Anno  |
| ---------------------------------- | ---- | ---- | ---- | ---- | ---- | ---- | ---- | ---- | ---- | ---- | ---- | ---- | ----- |
| T. max. media (°C)                 | 30,5 | 30,4 | 30,6 | 30,7 | 30,8 | 31,0 | 31,3 | 32,6 | 32,8 | 32,9 | 32,1 | 31,3 | 31,4  |
| T. media (°C)                      | 26,1 | 26,0 | 26,1 | 26,3 | 26,3 | 26,4 | 26,5 | 27,0 | 27,5 | 27,6 | 27,3 | 26,7 | 26,7  |
| T. min. media (°C)                 | 23,1 | 23,1 | 23,2 | 23,3 | 23,3 | 23,0 | 22,7 | 23,0 | 23,5 | 23,7 | 23,7 | 23,5 | 23,3  |
| Precipitazioni (mm)                | 260  | 288  | 314  | 300  | 256  | 114  | 88   | 58   | 83   | 126  | 183  | 217  | 2 287 |
| Giorni di pioggia                  | 21   | 20   | 21   | 20   | 19   | 12   | 10   | 7    | 9    | 11   | 12   | 18   | 180   |
| Eliofania assoluta (ore al giorno) | 3,7  | 3,1  | 3,2  | 3,7  | 4,8  | 6,2  | 6,9  | 7,3  | 5,2  | 5,5  | 4,7  | 4,2  | 4,9   |

La temperatura minima assoluta mai registrata è stata di 12,1 °C (luglio 1989), la massima di 39 °C (settembre 2015).

## Storia

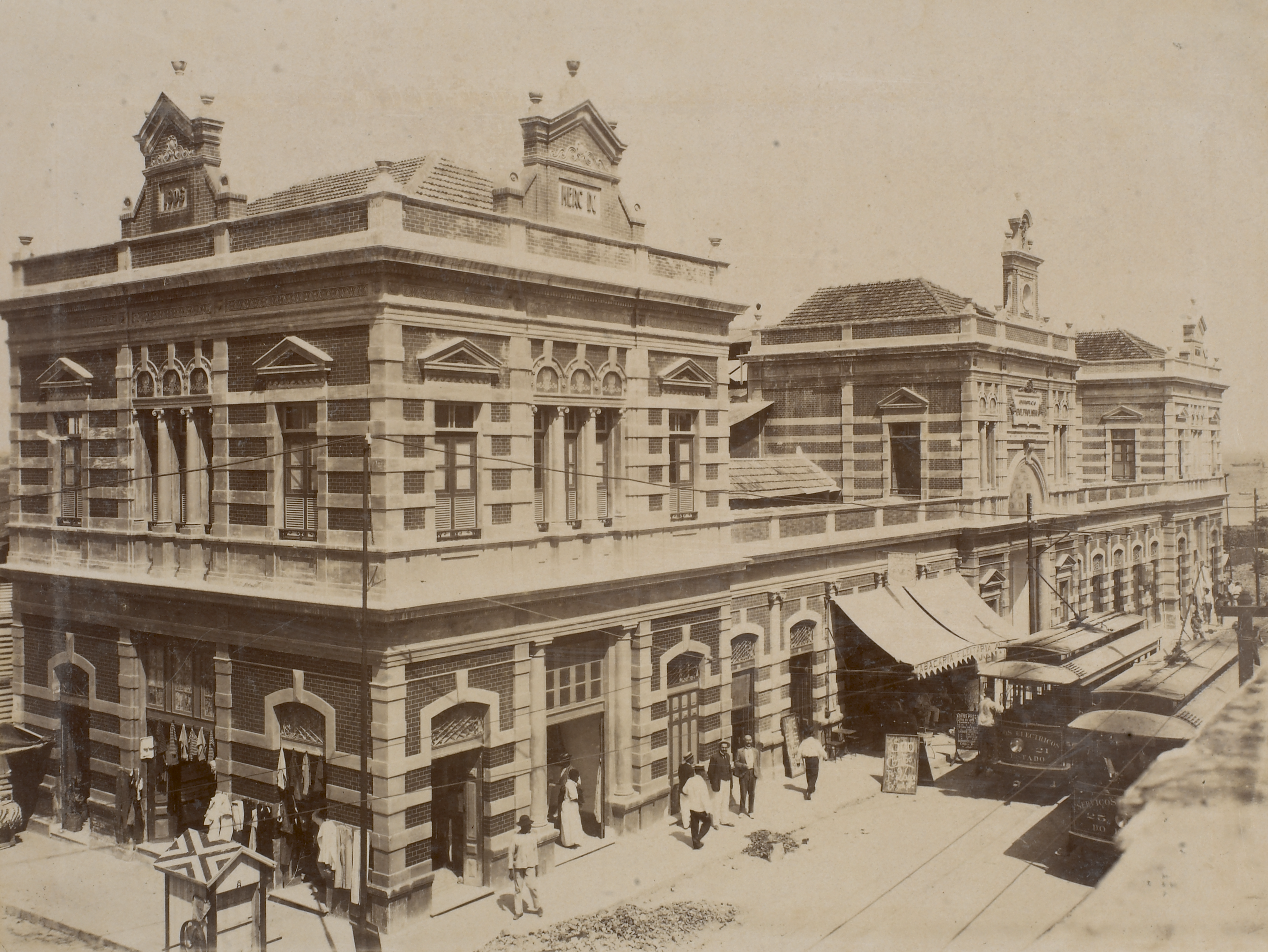
Mercato pubblico, 1906. Archivio Nazionale del Brasile.

La storia di Manaus ha le sue origini nel 1669. In quel periodo numerose esplorazioni provenienti da paesi europei avevano cominciato la corsa alla conquista di nuove terre. Nel 1540, Francisco de Orellana, proveniente dal Perù, aveva esplorato quelle terre per conto del Regno di Spagna, scoprendo un grande fiume durante il viaggio che chiamò inizialmente Rio Orellana. Attaccato poi alla foce del fiume Nhamundá da una tribù indigena di donne guerriere, cominciò a chiamare quel grande fiume Rio delle Amazzoni, in riferimento alle Amazzoni greche. 
Con la spedizione di Orellana si venne a sapere della ricchezza di zone boschive e dell'abbondanza d'acqua di quei territori, attirando l'interesse di portoghesi, spagnoli, olandesi, inglesi e francesi. Entro il 1600 incominciarono quindi gli investimenti europei nella regione.
Per difendere il predominio portoghese nella regione ora occupata dallo Stato di Amazonas, nel 1669 venne costruito il Forte de San José da Barra. Il villaggio che si venne a costruire attorno alla fortezza prese il nome di São José da Barra do Rio Negro e nel 1832, sotto il nome di Nossa Senhora da Conceição da Barra do Rio Negro, al villaggio venne dato lo status di Villa (città piccola). Nel 1848, a Vila da Barra venne dato lo status di Città, con il nome Cidade da Barra do Rio Negro, e in seguito nel 1856 ricevette il nome Manaus, per celebrare la tribù Manáos (Madre degli Dei), un popolo indigeno della regione che fu spazzato via dalla dominazione portoghese.

### Febbre del caucciù

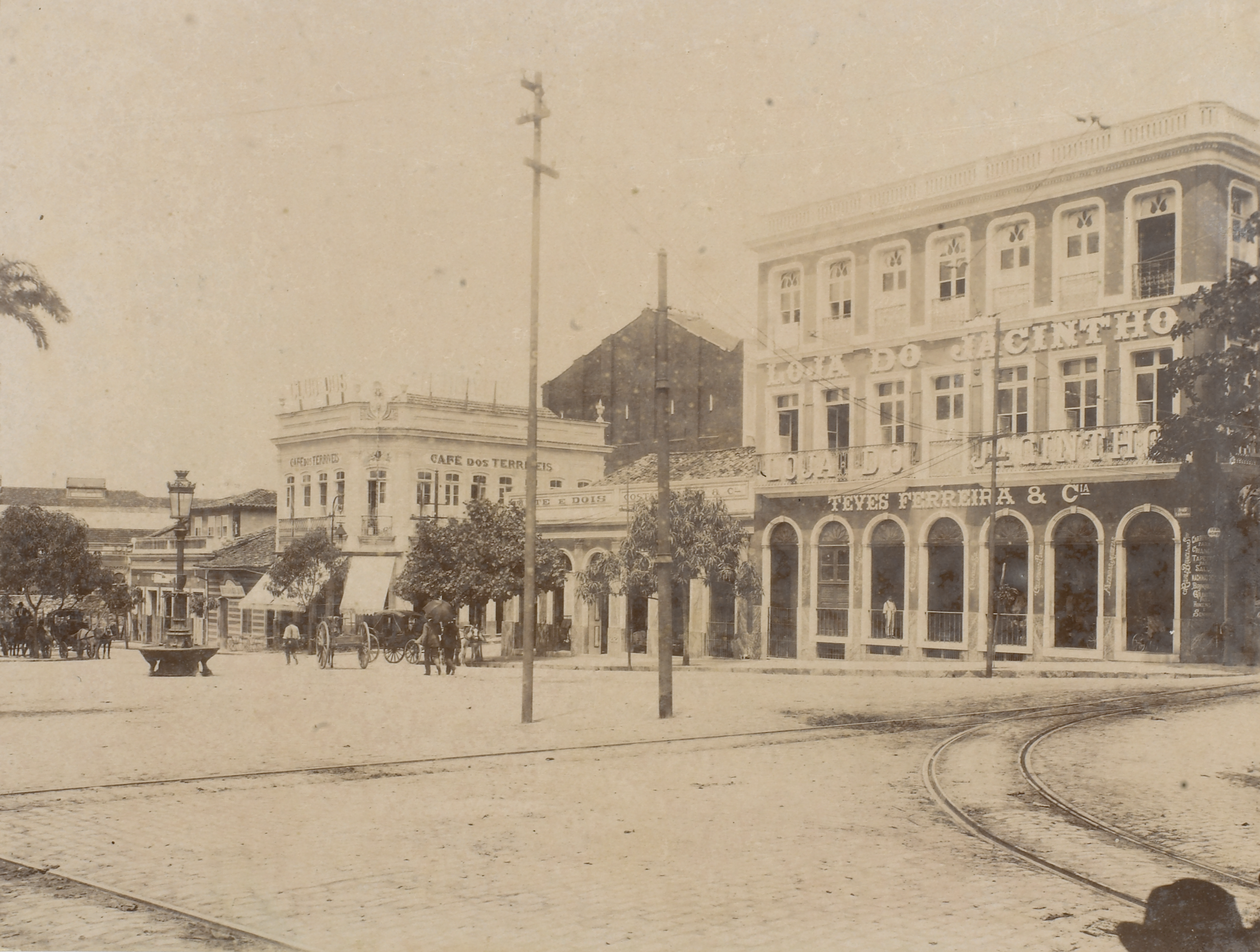
Piazza 15 de novembro, 1906. Archivio Nazionale del Brasile.

Nel 1889 nella regione ebbe inizio un intenso periodo denominato febbre del caucciù: con la scoperta del processo di vulcanizzazione della gomma da parte dell'azienda americana Goodyear, infatti, la domanda mondiale del prodotto registrò una crescita vertiginosa. Decine di tribù furono portate nell'area per raccogliere la gomma e in pochi decenni molte furono completamente sterminate. Secondo uno storico rapporto realizzato dal diplomatico irlandese Roger Casement, per soddisfare le richieste crescenti da parte di Europa e Stati Uniti in soli 12 anni furono resi schiavi, torturati e uccisi più di 30 000 indiani amazzonici. Alcuni nativi evitarono di essere ridotti in schiavitù rifugiandosi nelle remote aree alle sorgenti dei fiumi tributari del Rio delle Amazzoni e da allora evitano ogni contatto con l'esterno.
Tra il 1890 e il 1910, con lo sfruttamento del caucciù, gli affaristi locali richiesero l'aiuto di architetti e imbianchini europei per adornare la città seguendo lo stile delle città del vecchio mondo. Manaus fu una delle prime città in Brasile a ricevere l'elettricità, un sistema di drenaggio dell'acqua piovana (il serbatoio del Mocó), un sistema fognario e un servizio di automobili. Nel 1909 venne fondata la prima università in Brasile, la Universidade Livre de Manaus. Il porto galleggiante venne totalmente importato dalla Gran Bretagna assieme ad altri monumenti pubblici. Con la creazione della zona libera nel 1967, Manaus diventò la principale città industriale e commerciale presso l'equatore.
Le principali industrie del Brasile che producono apparecchi elettronici, orologi, biciclette, motociclette sono concentrate nella città. Il commercio offre una vasta gamma di prodotti tecnologici a basso costo e gli hotel sono efficacemente equipaggiati per ricevere persone dal resto della nazione e dall'estero.

## Economia
Anche se nel XX secolo l'industria principale di Manaus si basava sulla produzione di caucciù, la sua importanza declinò con il passare del tempo. Il legname e la noce del Brasile sono una parte importante del commercio nella città, così come la raffinazione di petrolio, la manifattura di sapone e le industrie chimiche. La zona circostante alla città è diventata un centro industriale importante, grazie anche alla zona franca.
Le compagnie telefoniche Nokia, Sagem, Gradiente e BenQ-Siemens possiedono alcune filiali in città. Altre case di produzione nella città sono Samsung, Sony e LG. Il PIL per la città era 27214213,000 R$ nel 2005. Il guadagno pro-capite era 16547 R$ nel 2005.

## Intrattenimento e attrazioni

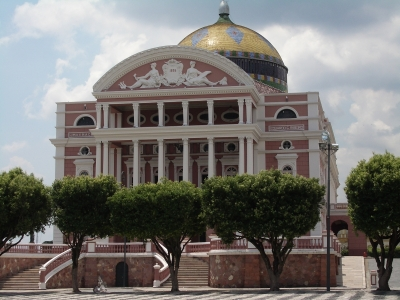
Il teatro dell'Opera di Manaus

Manaus è una città cosmopolita, e, siccome si trova vicino alla foresta amazzonica, attrae un gran numero di turisti provenienti da altre parti del Brasile e da altre nazioni. Vengono offerti viaggi in barca per vedere i fiumi che si congiungono formando il Rio delle Amazzoni, e cioè il Rio Negro e il Rio Solimões; oppure lunghe camminate nella foresta dove passarvi una notte all'aperto.
Il Teatro Amazonas, costruito nel 1896, è un monumento importante della città, conseguenza diretta della prosperità derivata dalla vendita del caucciù in quel periodo. Il teatro è stato rappresentato nel film di Werner Herzog Fitzcarraldo.
A 18 km di distanza si trova la spiaggia di Ponta Negra, caratterizzata dalla vitale attività notturna e dallo zoo e serra di orchidee.
Il mercato Adolpho Lisboa, fondato nel 1882, è il mercato più vecchio della città, dove si vendono frutta, verdura, e specialmente pesce. È molto simile al mercato Les Halles di Parigi. Altri siti interessanti sono il palazzo Rio Negro e il palazzo di Giustizia vicino al teatro Amazonas.
Manaus possiede diversi parchi con grandi aree dove la foresta viene preservata, come il Bosque da Ciência e Parque do Mindú. La foresta urbana più grande nel mondo si trova nella Università Federale di Amazonas, fondata il 17 gennaio 1909 ed è la università più vecchia in Brasile.
La città pianifica molti avvenimenti culturali durante l'anno nella forma di opere teatrali, festival di jazz e cinema e di Boi Manaus, che si tiene il 24 ottobre e che celebra la cultura brasiliana degli Stati del nord con l'uso di musica Boi-Bumbá.

### Parco culturale Ponta Negra Cultural

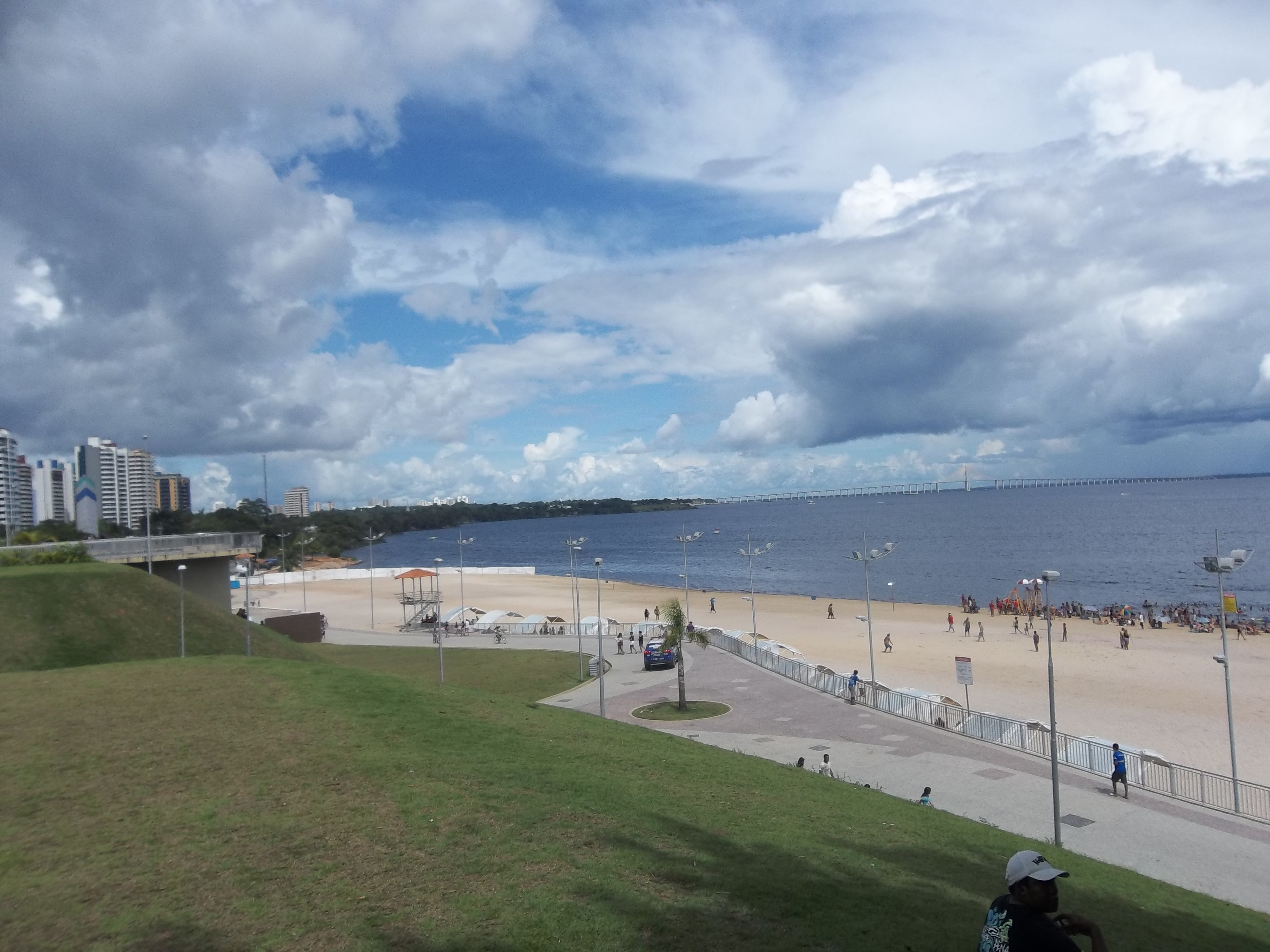
Ponta Negra.

La spiaggia di Ponta Negra, a 13 km dalla città, è uno dei punti di attrazione turistica più importanti. Il complesso possiede campi da gioco di pallavolo, un centro medico, un marciapiede con bar, ristoranti e snack bar. L'anfiteatro può ospitare fino a 15 000 persone.

### Nuoto libero
I bayou Tarumã, Tarumãzinho e Cachoeira das Almas, vicini alla città, sono aree pubbliche in cui i turisti possono nuotare liberamente.

### Spiagge e parchi ecologici
Per raggiungere le spiagge e i parchi al di fuori della città è necessario usare delle barche. Le spiagge si formano quando il livello dell'acqua del fiume comincia a scendere da agosto a novembre. In dicembre l'acqua ricomincia a salire.

### Cascata di Paricatuba
La cascata si trova sul lato destro del Rio Negro presso un piccolo tributario. È circondata da rocce sedimentarie e vegetazione abbondante. Il miglior periodo per le visite va da agosto a febbraio.

### Cascata dell'amore
La cascata, situata nel bayou Guedes, caratterizzata da acqua fredda e cristallina, è accessibile solo tramite barca passando prima per la foresta

### Spiaggia di Tupé
A circa 34 km da Manaus, questa spiaggia è frequentata da bagnanti durante le festività ed è accessibile solo via barca. Quando le acque del Rio Negro si ritraggono la spiaggia può arrivare a un'ampiezza di 80 metri.

### Spiaggia della Luna
La spiaggia si trova sul lato sinistro del Rio Negro, a 23 km da Manaus. È accessibile solo tramite barca. La spiaggia ha la forma di una luna crescente e possiede un comparto di vegetazione ricco, con banchi di sabbia bianca e acqua fredda.

### Cascata del Leone
Situata a 34 km sull'autostrada AM 010 (Manaus-Itacoatiara), è un luogo in cui è possibile fare il bagno in cui l'acqua è cristallina e molto fredda.

### Anavilhanas
A circa 100 km a nord di Manaus, verso la città di Novo Airão, Anavilhanas è il più grande arcipelago di isole fluviali nel mondo. Ci sono circa 400 isolette ricoperte dalla vegetazione che formano un labirinto naturale. Durante la stagione secca le acque che si ritirano lasciano intravedere le spiagge di sabbia bianca.

### Punto di incontro dei fiumi

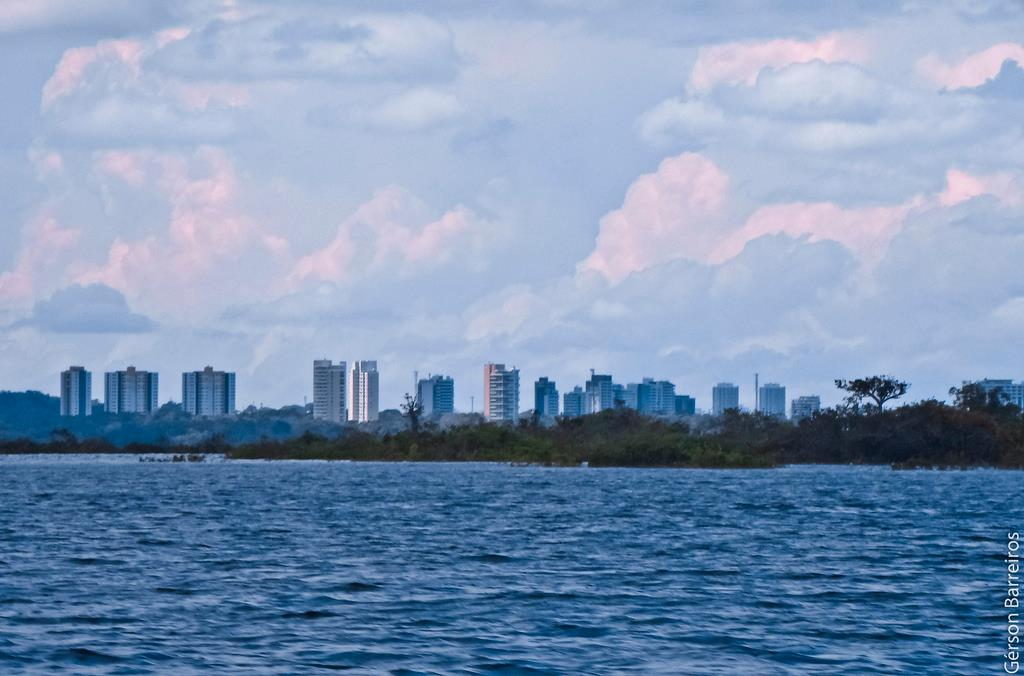
Il Rio Negro.

Il fenomeno naturale di confluenza è causato dalle acque molto scure del Rio Negro e dall'acqua marrone e fangosa del Rio Solimões che si uniscono nel Rio delle Amazzoni. Per 6 km, le acque dei due fiumi non si mischiano e scorrono a fianco. Il fenomeno è dovuto alla differenza di velocità e temperatura dell'acqua dei due fiumi: il Rio Negro scorre a circa 2 km all'ora a una temperatura di 28 °C mentre il Rio Solimões scorre a 4–6 km all'ora a 22 °C.

### Giardino botanico Adolpho Ducke
Il giardino botanico Adolpho Ducke, all'interno di una riserva ecologica che si estende su 100 km², è il più grande nel mondo, con un enorme numero di specie animali e vegetali ospitate al suo interno.

### Parco comunale di Mindú
Il parco si trova in un'area urbana nel distretto del Parco 10 novembre. Creato nel 1992 come area di interesse ecologico, copre una area di 330000 m² di foresta usata per scopi scientifici, educativi, culturali e per attività turistiche. È uno degli ultimi habitat per la sauim-de-coleira, una specie di scimmia che vive nei dintorni della regione di Manaus e che rischia l'estinzione. 

### Il bosco scientifico
Il bosco si trova all'interno dell'area dell'Istituto Nazionale della Ricerca in Amazzonia. Le maggiori attrazioni del posto sono un vivaio di lontre, un nido di api, la Casa Scientifica, il vivaio degli alligatori e il giardino botanico.

### Zoo
Lo zoo è aperto al pubblico. Viene gestito dall'esercito brasiliano e contiene circa 300 specie diverse di animali provenienti dalla foresta come scimmie, gatti selvatici, lontre, serpenti alligatori, macaws, tapiri, tartarughe.

## Istruzione
Nella città sono presenti diverse scuole superiori, università e collegi:
- Università Federale di Amazonas
- Università dello Stato di Amazonas
- Centro Federale dell'Educazione Tecnologica
- Centro Universitario del Nord
- Università Luterana del Brasile
- Centro di Educazione Integrata Martha Falcão
- Centro di Insegnamenti Superiori Nilton Lins
- Centro Universitario di Educazione Superiore di Amazonas - CIESA
- Scuola Superiore Batista di Amazonas
- Facoltà Boas Novas
- Facoltà Metropolitana di Manaus
- Università Paulista
- Facoltà La Salle Manaus

## Sport
La principale squadra di calcio cittadina è il Nacional Futebol Clube, il più antico club calcistico dello Stato di Amazonas.
Altre squadre cittadine sono l'Atlético Rio Negro Clube, il São Raimundo Esporte Clube e l'Amazonas Futebol Clube.
Manaus è sede principale del campionato amazzonico Peladão: lo stadio principale è l'Arena da Amazônia, costruito per accogliere alcune partite valide per il campionato mondiale di calcio 2014.

## Infrastrutture e trasporti

### Aeroporto internazionale

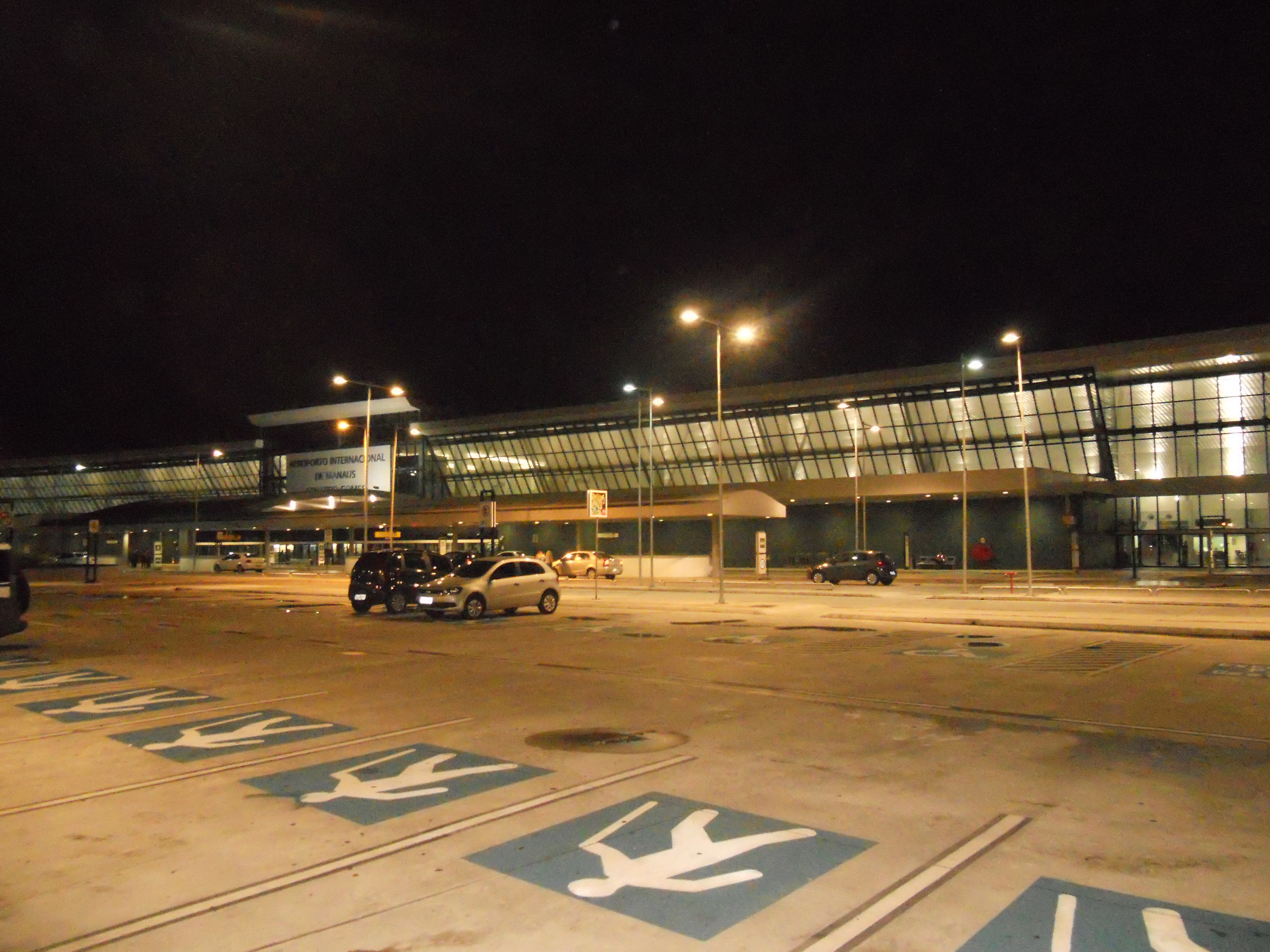
Aeroporto Internazionale Eduardo Gomes.

L'aeroporto internazionale Eduardo Gomes impiega 3 300 persone tra Infraero, organi pubblici, linee aeree e servizi ausiliari. L'aeroporto ha due terminali per i passeggeri, uno per i voli preimpostati e altri per l'aviazione regionale. Possiede anche tre terminali per il trasporto merce: il terminale I è stato aperto nel 1976, il terminale II nel 1980 e il terminale III nel 2004.
Le linee aeree predefinite dal terminale I sono: Varig, Vasp, Gol, Nordeste e COPA. L'aeroporto è il terzo maggiore in Brasile per quanto riguarda il movimento dei bagagli, gestendo le richieste di importazione ed esportazione dal complesso industriale di Manaus. Per questa ragione Infraero ha speso risorse per costruire il terzo terminale nel 2004.

### Superstrade
Ci sono due superstrade federali che collegano la città con il resto della nazione.
Una strada, la BR-174, collega Manaus a Boa Vista, la capitale del Roraima, e allo Stato del Venezuela. La BR-319 si dirige verso sud collegando Manaus a Porto Velho, nello Stato di Rondônia. Importante via di comunicazione è inoltre il ponte Rio Negro, che collega la città con Iranduba.

## Amministrazione

### Gemellaggi
- Belem, dal 2004
- Goiânia, dal 2006
- Rio de Janeiro, dal 2006
- Braga, dal 2016
- Hamamatsu, dal 2008
- Austin, dal 2015
- Charlotte (Carolina del Nord), dal 2007
- Mesa, dal 2007
- Salt Lake City, dal 2009
- Airaines, dal 2011
- Casablanca, dal 2010
- Gerusalemme, dal 2011
- Perugia, dal 2006
- Santo Domingo, dal 2007
- Shangai, dal 2009

## Eventi
Gli eventi annuali nella città sono:
- febbraio - Carnevale Amazzonico con feste a base di samba nel "sambodromo"
- maggio - Il festival musicale di Ponta Negra
- giugno - Festival del folklore Amazzonico
- 29 giugno - La processione fluviale di São Pedro
- 5 settembre - Anniversario della promozione dell'Amazonas come provincia brasiliana
- 24 ottobre - Anniversario di Manaus
- 31 dicembre - Festa del nuovo anno a Ponta Negra